# 中華民國勞動部
中華民國勞動部是中華民國有關勞工、人力資源等勞動事務的最高主管機關，並負責辦理社会保险類的勞工保險，與代辦國民年金。其前身為行政院勞工委員會。

## 歷史
1947年，《中華民國憲法》施行前，國民政府行政院曾計畫成立「勞動部」。
1948年5月13日，行政院改成立「社會部」，原先規劃的勞動部降編為社會部下的勞工單位。
1949年3月21日，裁撤社會部，勞工業務改由內政部負責，成立「內政部勞工司」。
1987年8月1日，內政部勞工司改制，獨立升格為「行政院勞工委員會」。
1999年7月，精省後，行政院勞工委員會承接原屬臺灣省政府勞工處業務，臺灣省政府勞工處改組為行政院勞工委員會中部辦公室。
2013年1月1日，行政院勞工委員會承接原行政院青年輔導委員會有關青年就業業務（青年職業訓練中心）。
2014年，行政院勞工委員會中部辦公室再改組為勞動部勞動力發展署技能檢定中心。
行政院有鑑於世界各國之勞工和就業事項大多設立「部」為中央主管機關，從而擬訂將原先勞委會升格為部。
1990年，李登輝政府提出的《行政院組織法修正草案》擬成立勞動部。
2004年6月，陳水扁政府的行政院功能業務與組織調整版本擬成立「勞動及人力資源部」。
2009年2月，馬英九政府的行政院組改版本確定成立「勞動部」，送立法院審查。
2014年1月29日，立法院正式三讀通過《勞動部組織法》、《勞動部勞工保險局組織法》、《勞動部勞動力發展署組織法》、《勞動部勞動基金運用局組織法》、《勞動部職業安全衛生署組織法》與《勞動部勞動及職業安全衛生研究所組織法》。
2014年2月17日，行政院勞工委員會正式升格改制為「勞動部」。

## 凍結國際移工時程
- 對 泰國籍移工

2002年8月，時任勞委會主委陳菊因無法出訪泰國，「軟性」凍結泰籍移工半年（延緩審件時間）。
2004年12月，二度「軟性」凍結泰籍移工半年。
- 對 越南籍移工

2003年5月19日起，因越南家庭看護工和漁工逃跑問題嚴重，暫停越籍漁工來臺工作，凍結將至2015年6月解禁。
2004年1月20日起，暫停引進越南家庭幫傭及家庭看護工，凍結至2015年6月解禁。
- 對 菲律賓籍移工

2000年5月，詹火生擔任主委時，因菲律賓介入臺灣勞資爭議，凍結菲籍移工來臺半年。
2011年2月，王如玄擔任主委時，菲律賓逕將臺灣詐騙集團遣送至中國大陸，凍結菲籍移工來臺四個月。
2013年5月15日，因廣大興28號事件全面凍結菲籍移工。8月8日，菲律賓政府對此事件做出具體回應後，恢復引進菲籍移工。
- 對 印度尼西亞籍移工

2002年7月，與印尼仲介費問題未能達成協議，凍結印籍移工來臺兩年。

## 組織
- 部長
  - 次長（政務次長兩名、常務次長一名，簡任第十四職等）
    - 主任秘書（一名，簡任第十二職等同參事及司處長）
    - 參事（簡任第十二職等同主任秘書及司處長）

### 內部單位
- 綜合規劃司
- 勞動關係司
- 勞動保險司
- 勞動福祉退休司
- 勞動條件及就業平等司
- 勞動法務司
- 人事處
- 政風處
- 祕書處
- 統計處
- 會計處
- 資訊處

### 所屬機關（構）
- 勞工保險局
- 勞動基金運用局
- 勞動力發展署
  - 北基宜花金馬分署
  - 桃竹苗分署
  - 中彰投分署
  - 雲嘉南分署
  - 高屏澎東分署
  - 技能檢定中心
- 職業安全衛生署
- 勞動及職業安全衛生研究所

## 歷任首長
| 【行政院勞工委員會】主任委員 | 【行政院勞工委員會】主任委員 | 【行政院勞工委員會】主任委員 | 【行政院勞工委員會】主任委員 | 【行政院勞工委員會】主任委員 | 【行政院勞工委員會】主任委員 |
| 任別                         | 圖像                         | 姓名                         | 政黨                         | 就職時間                     | 卸任時間                     |
| ---------------------------- | ---------------------------- | ---------------------------- | ---------------------------- | ---------------------------- | ---------------------------- |
| 1                            |                              | 鄭水枝 (1926–2020)           | 中國國民黨                   | 1987年8月1日                 | 1989年2月23日                |
| 2                            |                              | 趙守博 (1941–)               | 中國國民黨                   | 1989年2月24日                | 1994年12月14日               |
| 3                            |                              | 謝深山 (1939–)               | 中國國民黨                   | 1994年12月15日               | 1997年5月19日                |
| 4                            |                              | 許介圭                       | 中國國民黨                   | 1997年5月20日                | 1998年1月31日                |
| 5                            |                              | 詹火生 (1949–)               | 無黨籍                       | 1998年2月1日                 | 2000年5月19日                |
| 6                            |                              | 陳菊 (1950–)                 | 民主進步黨                   | 2000年5月20日                | 2005年9月19日                |
| 7                            |                              | 李應元 (1953–2021)           | 民主進步黨                   | 2005年9月20日                | 2007年5月20日                |
| 8                            |                              | 盧天麟 (1959–)               | 民主進步黨                   | 2007年5月21日                | 2008年5月19日                |
| 9                            |                              | 王如玄 (1961–)               | 無黨籍                       | 2008年5月20日                | 2012年10月1日                |
| 10                           |                              | 潘世偉 (1955–)               | 無黨籍                       | 2012年10月2日                | 2014年2月16日                |
| 【勞動部】部長               |                              |                              |                              |                              |                              |
| 任別                         | 圖像                         | 姓名                         | 政黨                         | 就職時間                     | 卸任時間                     |
| 1                            |                              | 潘世偉                       | 無黨籍                       | 2014年2月17日                | 2014年7月29日                |
| 代理                         |                              | 郝鳳鳴 (1959–)               | 無黨籍                       | 2014年7月30日                | 2014年8月21日                |
| 2                            |                              | 陳雄文 (1954–)               | 中國國民黨                   | 2014年8月22日                | 2016年5月19日                |
| 3                            |                              | 郭芳煜 (1952–)               | 無黨籍                       | 2016年5月20日                | 2017年2月7日                 |
| 4                            |                              | 林美珠 (1953–)               | 無黨籍                       | 2017年2月8日                 | 2018年2月25日                |
| 5                            |                              | 許銘春 (1965–)               | 民主進步黨                   | 2018年2月26日                | 2024年5月20日                |
| 6                            |                              | 何佩珊 (1967–)               | 民主進步黨                   | 2024年5月20日                | 2024年11月21日               |
| 代理                         |                              | 陳明仁                       | 無黨籍                       | 2024年11月22日               | 2024年11月24日               |
| 7                            |                              | 洪申翰 (1984–)               | 民主進步黨                   | 2024年11月25日               | 現任                         |

## 辦公處所
從勞動部為獨立部會的時候，都苦於無自有的辦公廳舍，需向他人承租。2001年至2018年5月，行政院勞工委員會租用臺北市大同區延平北路二段83號「帝國花園廣場大廈」部分空間為辦公空間。行政院勞工委員會升格為勞動部時，仍租用帝國花園廣場大廈部分空間為本部，職業安全衛生署、勞動力發展署等單位則設址於行政院新莊聯合辦公大樓。

2017年7月，勞動部拍版，預定2018年中旬搬遷到臺北市中正區館前路77號「臺灣省合作金庫大樓」（合作金庫銀行舊總行大樓）。
到了2018年5月14日，勞動部本部遷移至臺灣省合作金庫大樓4至11樓正式上班，但勞動部表示仍將繼續尋覓自有辦公廳舍。
2020年6月1日，勞動部確認將有自有空間：國軍退除役官兵輔導委員會發佈新聞稿，表示旗下的榮民工程公司解散後，原先所屬資產臺北市中山區松江路「志清大樓」9至13樓將於2021年售予勞動部。2020年11月12日，勞動部表示，本部將於2023年遷入志清大樓辦公，並不再編列租屋預算。

2023年2月20日，勞動部本部遷入志清大樓；同月22日，勞動部於志清大樓1樓舉辦「勞動部喬遷典禮」，宣告志清大樓為勞動部永久辦公廳舍。